# 1987 na arte

## Eventos
- Criação do Museu da Marioneta em Lisboa, Portugal.

## Nascimentos

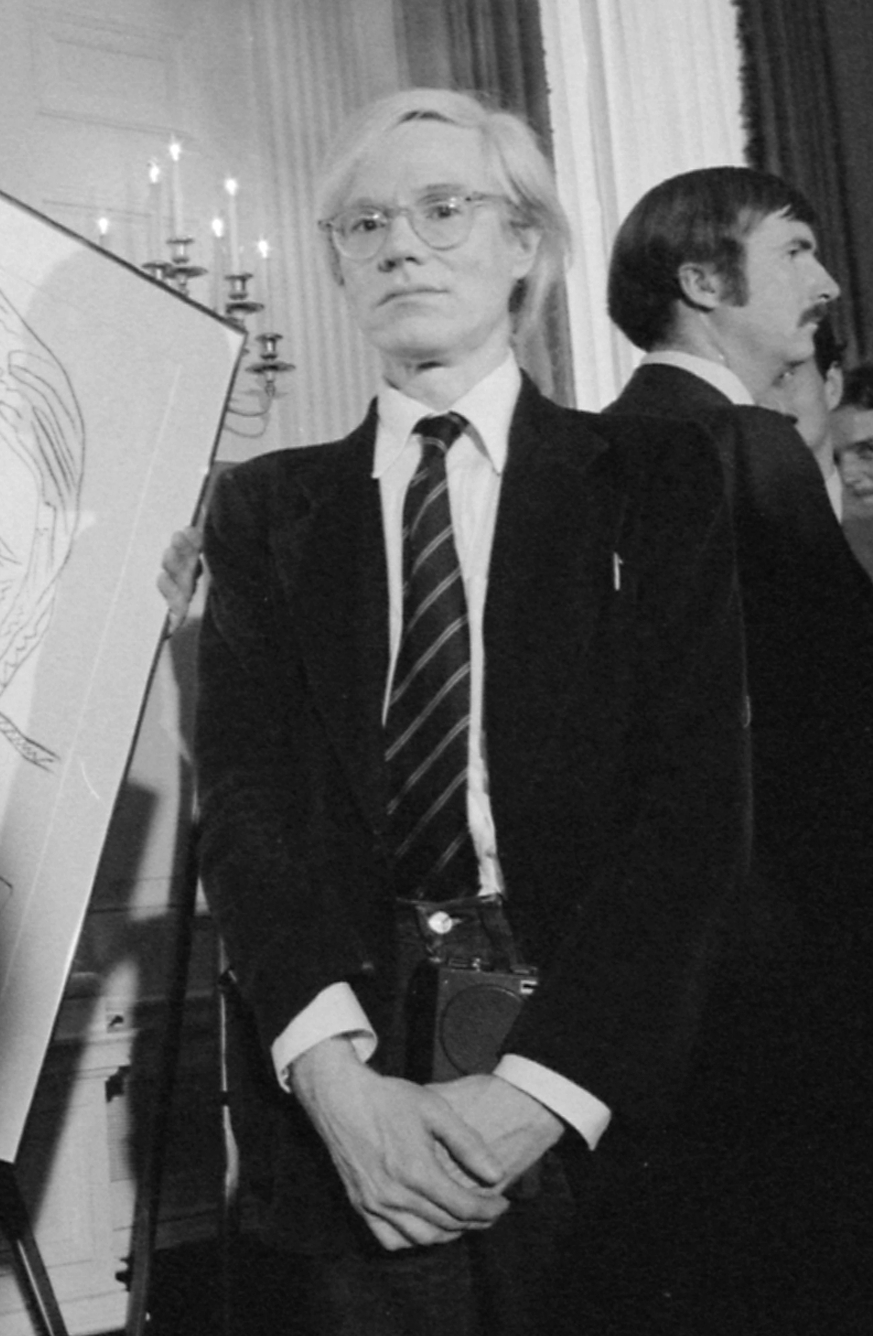
22 de Fevereiro - Andy Warhol.

| Data | Nome | Profissão | Nacionalidade | Observações | Ref |
| ---- | ---- | --------- | ------------- | ----------- | --- |

## Mortes
| Data            | Nome                 | Profissão                                    | Nacionalidade  | Observações | Ref |
| --------------- | -------------------- | -------------------------------------------- | -------------- | ----------- | --- |
| 18 de janeiro   | Renato Guttuso       | pintor                                       | Itália         | n. 1911     |     |
| 22 de fevereiro | Andy Warhol          | pintor e cineasta                            | Estados Unidos | n. 1928     |     |
| 22 de junho     | Fred Astaire         | ator e dançarino                             | Estados Unidos | n. 1899     |     |
| 30 de junho     | Lula Cardoso Ayres   | pintor e programador visual                  | Brasil         | n. 1910     |     |
| 10 de julho     | Lauro Villares       | pintor, desenhista, caricaturista e escultor | Brasil         | n. 1908     |     |
| 18 de julho     | Gilberto Freyre      | sociólogo, antropólogo,escritor e pintor     | Brasil         | n. 1900     |     |
| 29 de outubro   | Manoel Santiago      | pintor, desenhista e professor               | Brasil         | n. 1897     |     |
| ??              | Manuel Santiago      | pintor, desenhista e professor               | Brasil         | n. 1897     |     |
| ??              | Antonio López Torres | pintor                                       | Espanha        | n. 1902     |     |
| ??              | Jorge Eduardo Guinle | pintor, desenhista e gravador                | Estados Unidos | n. 1947     |     |

## Prémios
- Prémio Príncipe das Astúrias das Artes - Eduardo Chillida[1]
- Arquirectura
  - Prémio Pritzker - Kenzo Tange[2]
  - Prémio Valmor e Municipal de Arquitectura 1987 - Rui de Sousa Cardim[3].